# Choreutidae
Super-famille
Famille
Les Choreutidae sont une famille de lépidoptères, la seule famille de la super-famille des Choreutoidea. Elle comporte 18 genres et environ 406 espèces. 

## Liste des sous-familles et genres
Selon BioLib (26 mars 2023) :
- sous-famille des Millierinae Stainton, 1854
- sous-famille des Choreutinae Stainton, 1854
- sous-famille des Brenthiinae Heppner in Heppner & Duckworth, 1981
- genre[3] Niveas Rota, 2013

## Systématique
Le nom valide de ce taxon est Choreutidae Stainton, 1854.
Choreutidae a pour synonymes :
- Hemerophilidae
- Simaethidae